# Attilio Bettega
Attilio Bettega (19. veljače 1953. – 2. svibnja 1985.) bio je talijanski reli vozač.
Nastupio je na 26 utrka svjetskog prvenstva, na podij se uspeo 6 puta, ali nije niti jednom pobijedio. Debitirao je u momčadi Fiata 1978., da bi sezone 1982. prešao je u talijansku momčad Lancia, gdje nastupao u automobilu Lancia 037. Sezone 1985., na 4. etapi Relija Korzika, izgubio je kontrolu nad vozilom, zabio se u drvo koje puklo i probilo vozačevo sjedalo, te je Bettega ostao mrtav na mjestu, dok je njegov suvozač, Maurizio Perissinot, prošao neozlijeđen.
Nesreća je postavila brojna pitanja o sigurnosti vozila Grupe B, da bi godinu dana kasnije nakon smrti njegova momčadskog kolege Henri Toivonena došlo do zabrane automobila Grupe B. 
Alessandro Bettega, sin stradalog vozača, nastavlja očevim stopama kao reli vozač.